# Планетарий № 1
Планета́рий № 1 — планетарий, открытый в 2017 году в Санкт-Петербурге в здании газгольдера бывшего Главного газового завода Общества столичного освещения. Диаметр геодезического купола — самый большой в мире — 37 метров.

## История

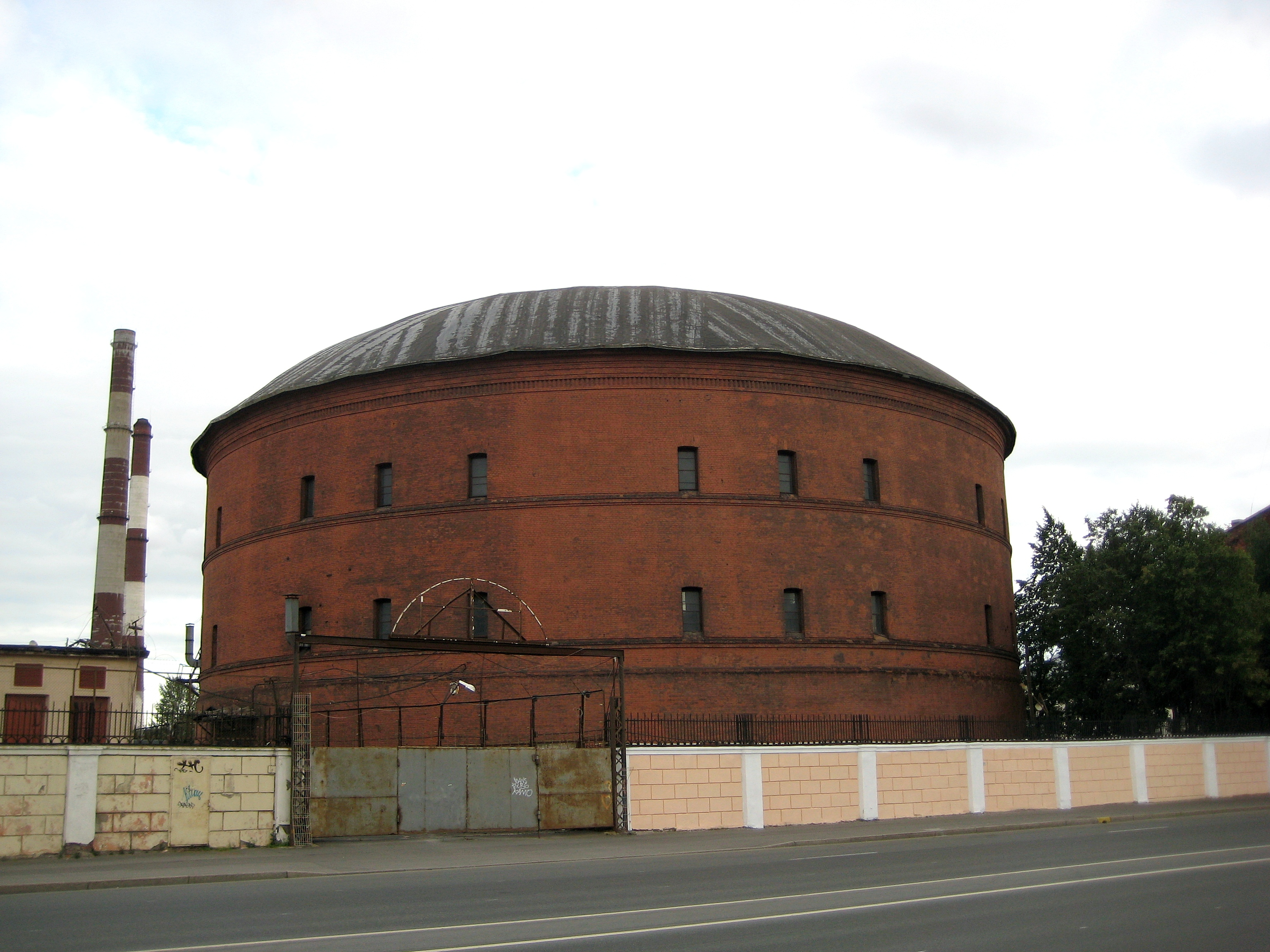
Здание газгольдера №4 в 2013 году.

Летом 2015 года проходивший по Обводному каналу предприниматель Евгений Гудов случайно заметил здание одного из неэксплуатируемых газгольдеров Главного газового завода Общества столичного освещения. Гудов являлся генеральным директором и владельцем компании «АРТ-Технологии», которая реализовывала проект «Люмьер-Холл», заключавшийся в создании мультимедийных экспозиций с использованием световых проекций. В расположенном неподалёку креативном пространстве «Ткачи» тогда открылась выставка «Ожившие полотна». Для открытия новой экспозиции — выставки живых полотен — Гудов искал на бывших промышленных площадках Санкт-Петербурга здания с высотой потолков 5 — 6 метров. Первоначально Гудов подумал о возможности проведения в здании с высокой крышей нового показа, но, оказавшись внутри, решил не ограничиваться единичной выставкой. Здание газгольдера по адресу набережная Обводного канала, дом 74, литера Ц и несколько прилегающих построек были выкуплены компанией Евгения Гудова в собственность. В 2016 году начались работы по переоборудованию помещений. Первоначально был открыт «Люмьер-холл» с тремя залами, оборудованными для показа выставок и презентаций. В июне 2017 года началось проектирование и изготовление деталей обшивки планетария, в конце августа «Люмьер-холл» был временно закрыт для посетителей, до октября в газгольдере выполнялась заливка пола, к началу ноября был сомкнут изготовленный из дерева и металлоконструкций купол «Звёздного зала». Старое здание отмыли и очистили от следов пожара 1990-х годов, были заменены окна и двери, крыша была отремонтирована. Объём финансирования работ первого этапа составил 320 миллионов рублей. В конце 2017 год проект был запущен в базовом варианте. 3 ноября 2017 года состоялось торжественное открытие планетария. В церемонии приняли участие губернатор Санкт-Петербурга Александр Беглов и лётчик-космонавт Андрей Борисенко.
В 2019 году были поданы заявки на включение «Планетария № 1» в Книгу рекордов Гиннесса по параметрам «самый большой купол», «самое высокое разрешение» и «самое яркое изображение».

## Характеристики
Основной зал планетария располагается в здании кирпичного газгольдера высотой 20 метров и диаметром 42 метра, общий объём помещения — 40 000 м3. Крыша представляет собой купол Шведлера. В 2001 году газгольдер получил статус объекта культурного наследия федерального значения.
Каркас установленного внутри помещения геодезического купола сделан из LVL-балок, смонтированных на стальные соединители, называемые геккелями в честь немецкого натуралиста и напоминающие морские звёзды. Всего каркас состоит из 1500 направляющих и 507 стальных соединителей, масса структуры составляет 20 тонн.
Диаметр проекционного купола планетария — 37 метров, что на 2 метра больше купола внесённого в Книгу рекордов Гиннесса планетария Научного музея города Нагоя, по этому параметру «Планетарий № 1» является крупнейшим в мире.
Для создания изображения на куполе используется 40 8K-проекторов BenQ SU922, создающих суммарное разрешение 100 миллионов пикселей на площади 4 000 м2. Общая светимость — 5 000 люмен, контрастность — 3000:1.
Вместимость зала — до 500 человек, число посетителей за день — 5 000 человек.
Часть зала, коридоры между куполом и стенами здания, а также галерея на втором этаже занимают выставочные пространства.